# Caecidotea macropropoda
Caecidotea macropropoda är en kräftdjursart som beskrevs av Chase och Blair 1937. Caecidotea macropropoda ingår i släktet Caecidotea och familjen sötvattensgråsuggor. Inga underarter finns listade i Catalogue of Life.